# 269484 Marcia
269484 Marcia este un asteroid din centura principală, descoperit pe 19 octombrie 2009, de Jose de Queiroz.